# Chathakudam
Chathakudam is een plaats in het district Thrissur van de Indiase staat Kerala. Het ligt ten zuiden van de stad Thrissur.